# Kuranda Skyrail
De Kuranda Skyrail is een kabelbaan boven het Nationaal park Barron Gorge in Queensland, Australië. Ze loopt van Kuranda naar het noorden van Cairns. De Skyrail is gebouwd in 1995. Bij de bouw vreesde de lokale bevolking voor schade aan het regenwoud.

## Stations
- Kuranda
- Barron River
- Red Peak
- Caravonica

## Technische gegevens
- Lengte: 7,5 kilometer
- Pijlers: 36, ieder op zijn plaats gebracht met een helikopter
- Grootste pijler: 40,5 meter
- Aantal gondels: 114